# Museo civico e archivio storico di Santa Maria Capua Vetere
Il Museo civico e archivio storico di Santa Maria Capua Vetere, in breve Museo civico, sorge nell'ex Convento degli Alcantarini di Santa Maria Capua Vetere in Via Angiulli. Esso è complementare al Museo archeologico dell'antica Capua cercando di ricostruire il racconto di Santa Maria Capua Vetere, dalla gloriosa città antica di Capua ai giorni d'oggi. I due musei, uniti alle altre attrazioni storico-culturali della città (Anfiteatro Campano, il raro tempio dedicato al dio Mitra e gli altri siti cittadini), rappresentano l'eredità eccezionale di questa città. L'Archivio invece occupa quella che fu la palazzina-comando del Carcere Minorile, alloggio dei direttore e del suo vice. Anche se appartenente al complesso demaniale, non fa parte dell'antica struttura del Convento degli Alcantarini.

## Storia

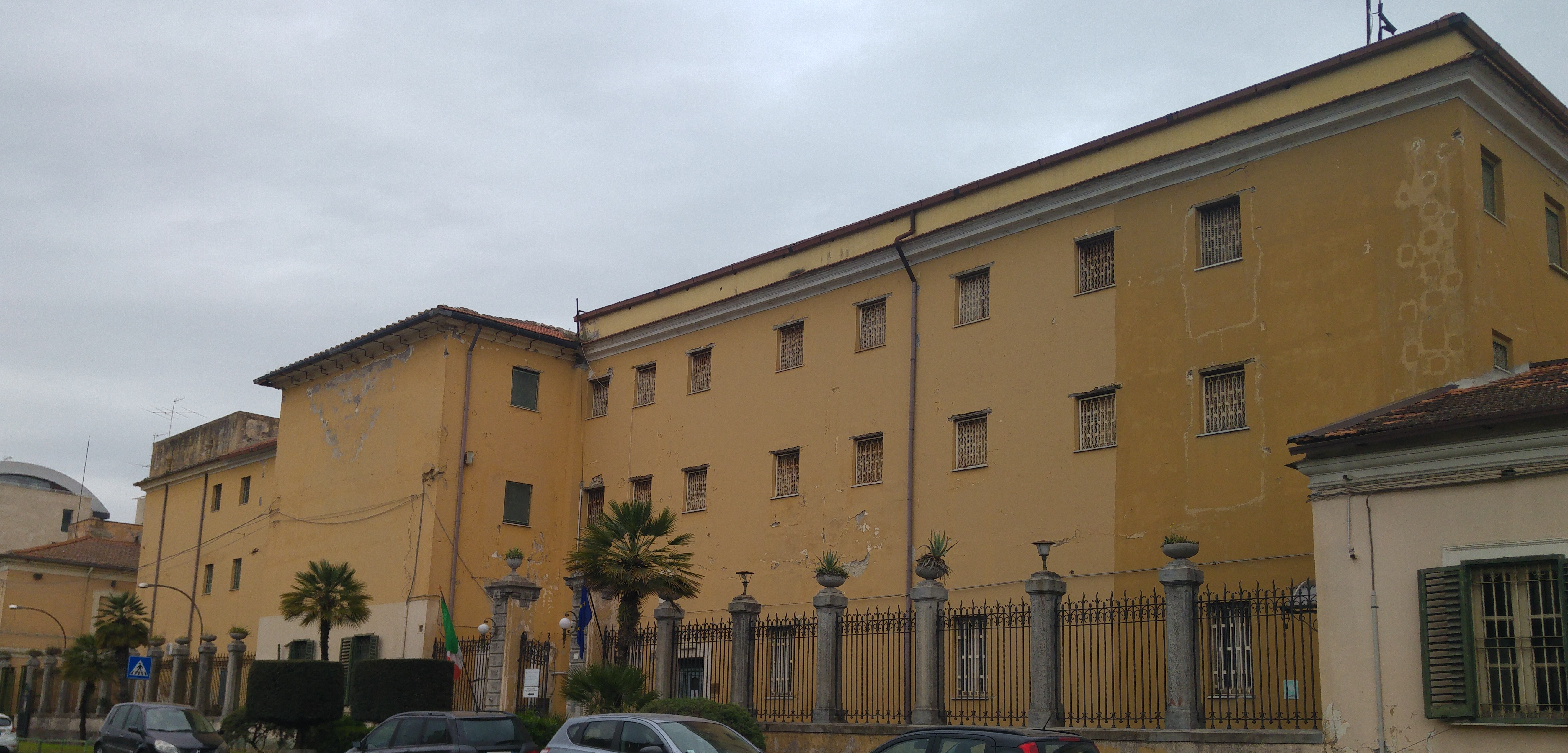
Veduta dell'ex Convento degli Alcantarini

Il Museo fu istituito con deliberazione consiliare dell'8 novembre 1870 ed ebbe come prima sede lo Storico municipio di Santa Maria Capua Vetere. Come primo direttore del Museo fu nominato il 27 maggio 1873 il cav. Giacomo Gallozzi.
Nel 1961, dopo la partecipazione alla Mostra “Il Risorgimento in Terra di Lavoro” organizzata nella Reggia di Caserta in occasione del 100º Anniversario dell'Unità d'Italia, i reperti furono riallestiti in una sala del Teatro Garibaldi. La raccolta museale, variamente smembrata, lasciò tale edificio nel 1990 per approdare, dopo diverse peripezie, nel 1999 in una porzione dismessa del carcere minorile "Angiulli", andando ad occupare il primo piano della palazzina che fu alloggio del direttore della struttura carceraria. Da qui la storia del museo si lega con quella del complesso monumentale del convento di San Bonaventura.
Il convento di San Bonaventura, attuale sede del museo, fu realizzato su volontà dei cittadini di Santa Maria Maggiore, vecchio nome di Santa Maria Capua Vetere, di dare una dimora ai frati francescani dell'ordine degli Alcantarini che svolgevano la loro missione nella città. La struttura, che aveva al suo interno una Chiesa a tre navate,  fu realizzata su progetto dell'architetto napoletano Francesco Antonio Picchiatti tra il 1677 e il 1684 sui ruderi di una cappella protocristiana dedicata a S. Marco confessore. Durante i lavori di realizzazione vennero a mancare i fondi e pertanto fu richiesto un contributo all'allora viceré di Napoli, il marchese di Los Veles, il quale accettò di contribuire con una donazione di mille ducati chiedendo però che il convento fosse dedicato a San Bonaventura a cui era devoto. Oltre al contributo fece realizzare anche, ad opera del pittore napoletano Luca Giordano, un quadro da apporre sull'altare maggiore che ancora oggi è possibile ammirare e che rappresenta la "visione di San Bonaventura". Il convento fu inaugurato nel 1684.
Il convento visse e prosperò negli anni successivi fino a quando nel 1866 i Savoia, nuovi regnanti, soppressero gli ordini religiosi e destinarono la struttura conventuale prima a reclusorio femminile e poi, nel 1880, a Regio Riformatorio fino al 1998 quando fu trasferito nella moderna struttura di Airola.
A quel punto la struttura del Carcere, la Chiesa, la mensa e la casa del direttore vennero affidate al comune il quale nel 2003 crea il "Palazzo della Cultura" insediando in questa sede sia il Museo Civico, collocando la raccolta al piano terra dell'immobile, sia l'Archivio Storico che la Biblioteca Comunale. Un'altra parte invece si trasformò in Centro di Giustizia Minorile e Comunità per il recupero dei minori a rischio.

## Il Museo

### La collezione
La collezione del museo prova a svilupparsi in maniera omogenea in rispetto agli oggetti che la compongono. Senza ombra di dubbio la sezione che riguarda il Risorgimento è la più ampia e esaustiva del Museo. Ad ogni modo, le sale provano a raccontare le altre facce di questa piccola città immersa nella storia. La mostra sulla Ferrovia Alifana è un chiaro esempio della voglia di esplorare queste altre componenti. Il resto della collezione è composta dalle generose donazioni di privati cittadini e di enti comunali (degne di nota sono le opere di varia natura e i mobili antichi provenienti dall'Istituto Cappabianca e dal palazzo comunale. I privati cittadini però costituiscono la grande e insostituibile fonte per un museo civico che prova a ricostruire i momenti della propria città. In questo contesto si possono ancora più apprezzare le donazioni del prof. Di Gennaro (che costituisce l'interessante sezione mineralogica del Museo), dell'Amm. Eugenio Sicurezza, la famiglia Jovinelli e quelle di Fulvio Palmieri. La collezione comprende anche le opere di pittori nati a Santa Maria Capua Vetere (Antonio Sicurezza e Zacarias Cerezo, quest'ultimo donatore di una collezione di acquarelli molto delicata e viva).

### La struttura
Il museo si sviluppa su due livelli con diverse sale:
- Al piano terra vi sono:
  - Sala Risorgimentale: ospita i reperti che costituivano il Museo del Risorgimento
  - Aula scolastica d'epoca: ospita la ricostruzione di una classe di scuola elementare dei principi del secolo ed espone fotografie di scolaresche di vari Istituti
  - Aula reperti scolastici
  - Sala Ferrovia Alifana': ospita la Mostra dedicata alla Ferrovia Alifana
  - Sala minerali: ospita la collezione di minerali e fossili donata dal prof. Antonio Di Gennaro
  - Sala Sicurezza: ospita la donazione dell'Amm. Eugenio Sicurezza dedicata al padre, il maestro Antonio Sicurezza.
  - Sala Zacarias Cerezo e Nicola Salzillo: ospita la donazione Zaccarias Cerezo formata da 36 acquerelli e la mostra permanente dedicata a Nicola Salzillo.[2]
  - Sala cartoline antiche: ospita la raccolta di cartoline d'epoca acquistata da Fulvio Palmeiri
  - Sala Dinastie regnanti: dedicata ai vari sovrani della dinastia aragonese e borbone che hanno avuto un collegamento territoriale con Santa Maria Capua Vetere e in particolare con i D'Angiò.
  - Chiesa di S. Bonaventura: con una tela di Luca Giordano raffigurante San Bonaventura, a cui era dedicato il convento e, come solito per gli Alcantarini, una Madonna del Pozzo con Bambino, e un angolo dedicato ad Alessio Simmaco Mazzocchi. Collegato alla chiesa con un passaggio ormai ostruito, il cimitero del convento da possibilità all'utenza di ammirare delle rare tumulazioni a seduta
- Al primo piano vi sono:
  - un'ala dedicata alla mostra d’arte contemporanea “Mithra sol invictus”
  - una sala che conserva atti, leggi e decreti del Regno d’Italia

## Galleria d'immagini

Foto del Museo
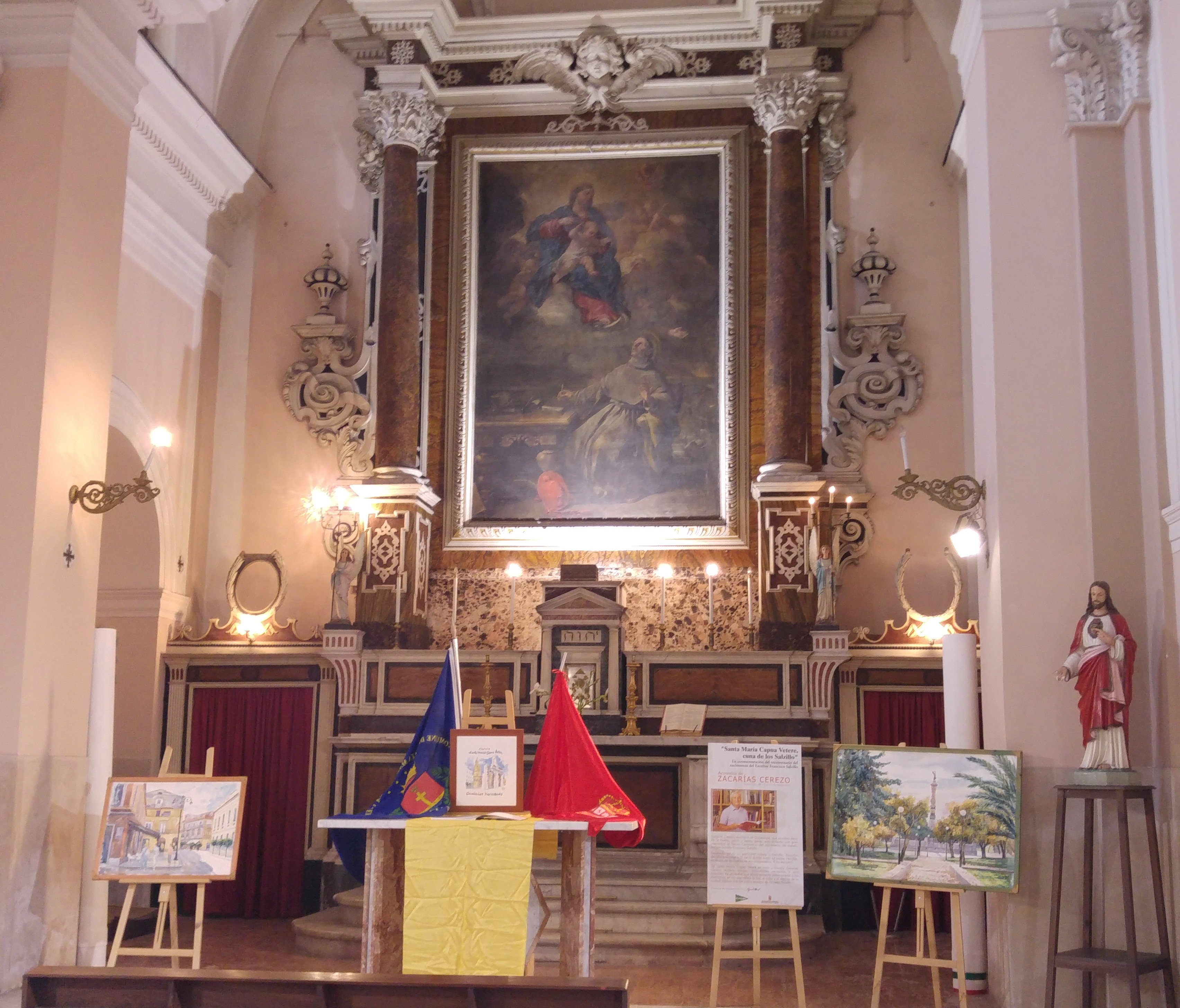
Altare di San Bonaventura
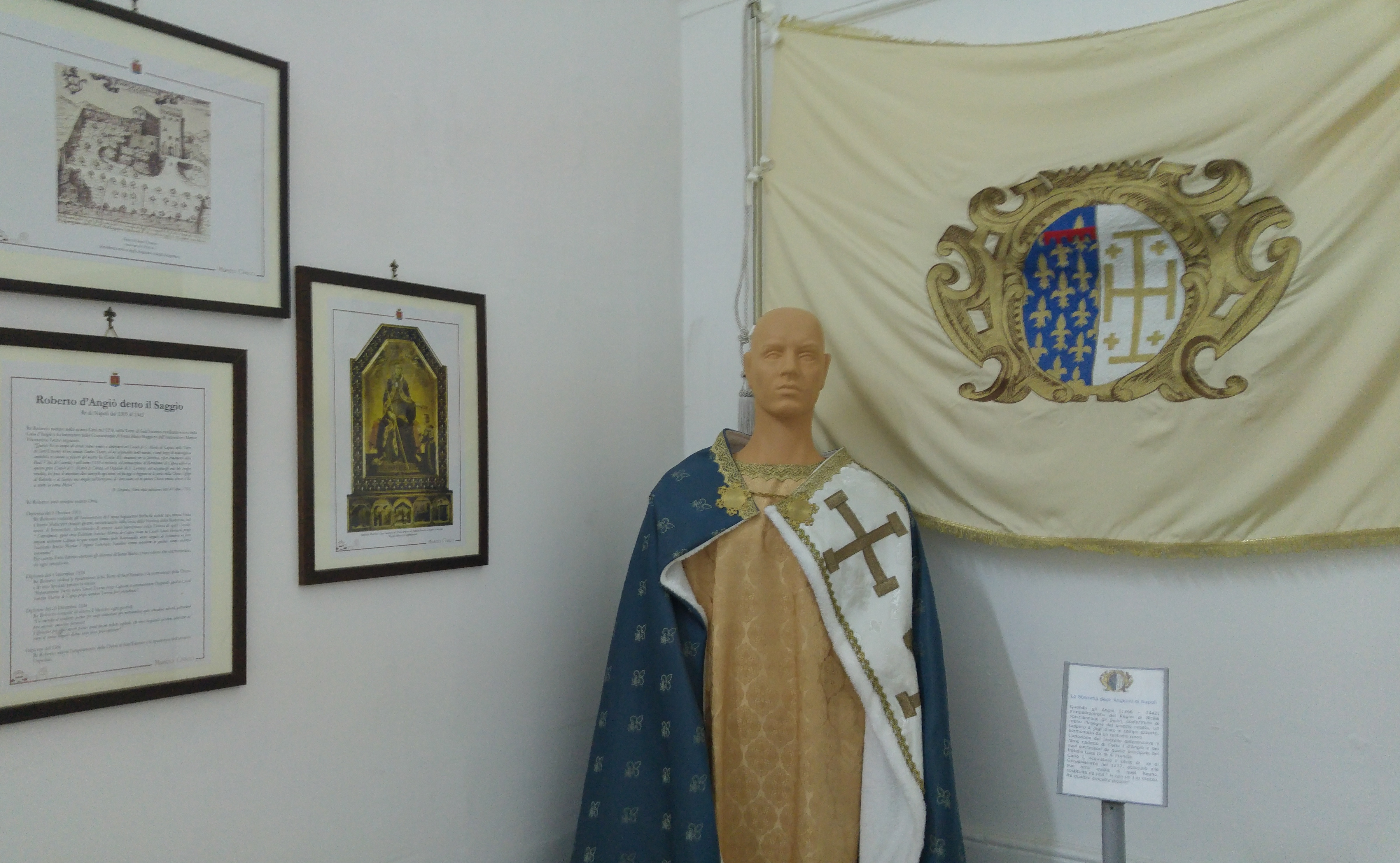
Sala Dinastie regnanti (Riproduzione di Roberto d'Angiò)
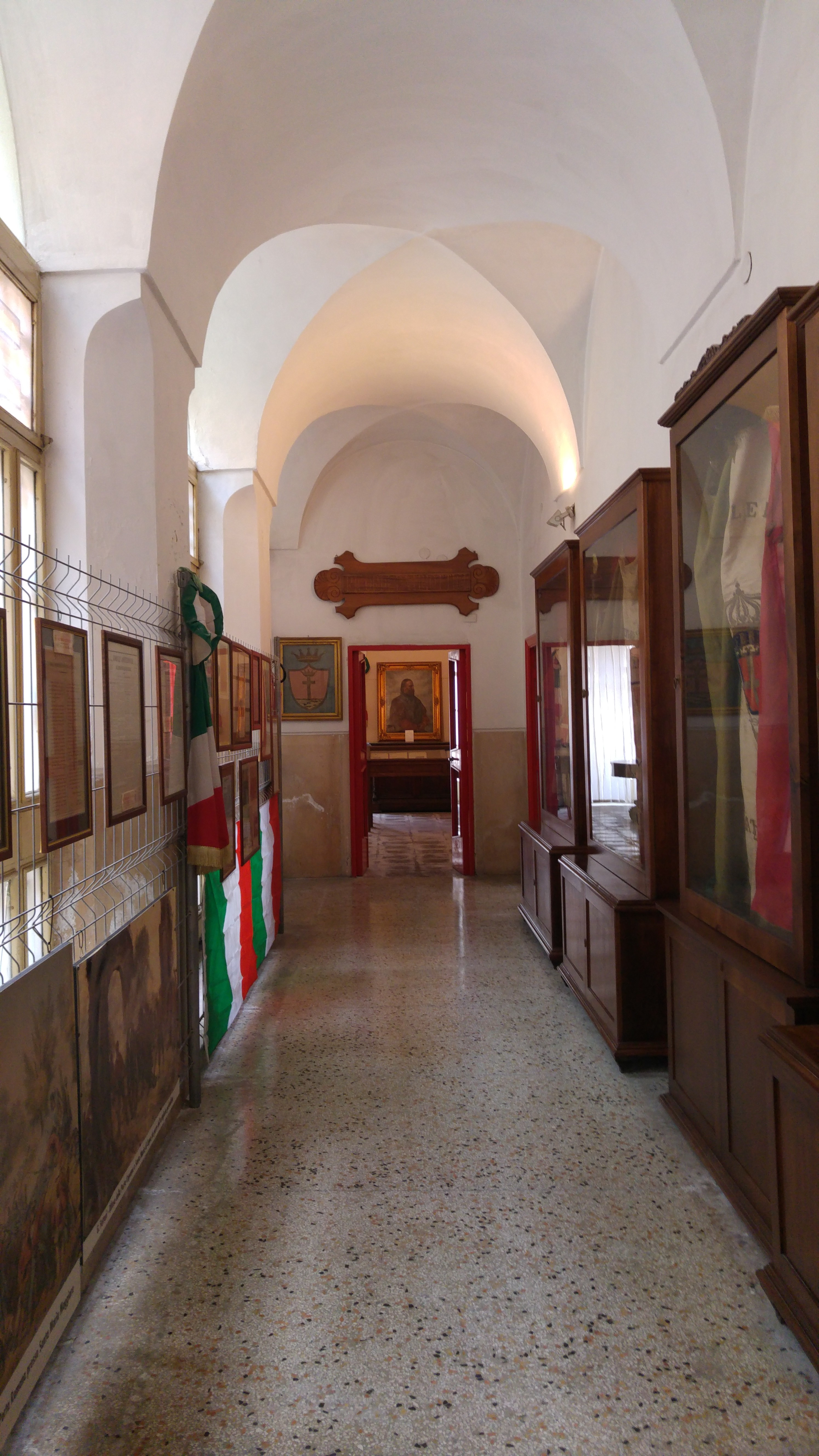
Sala Risorgimentale (Corridoio con documenti dell'epoca e bandiere dei regimenti)
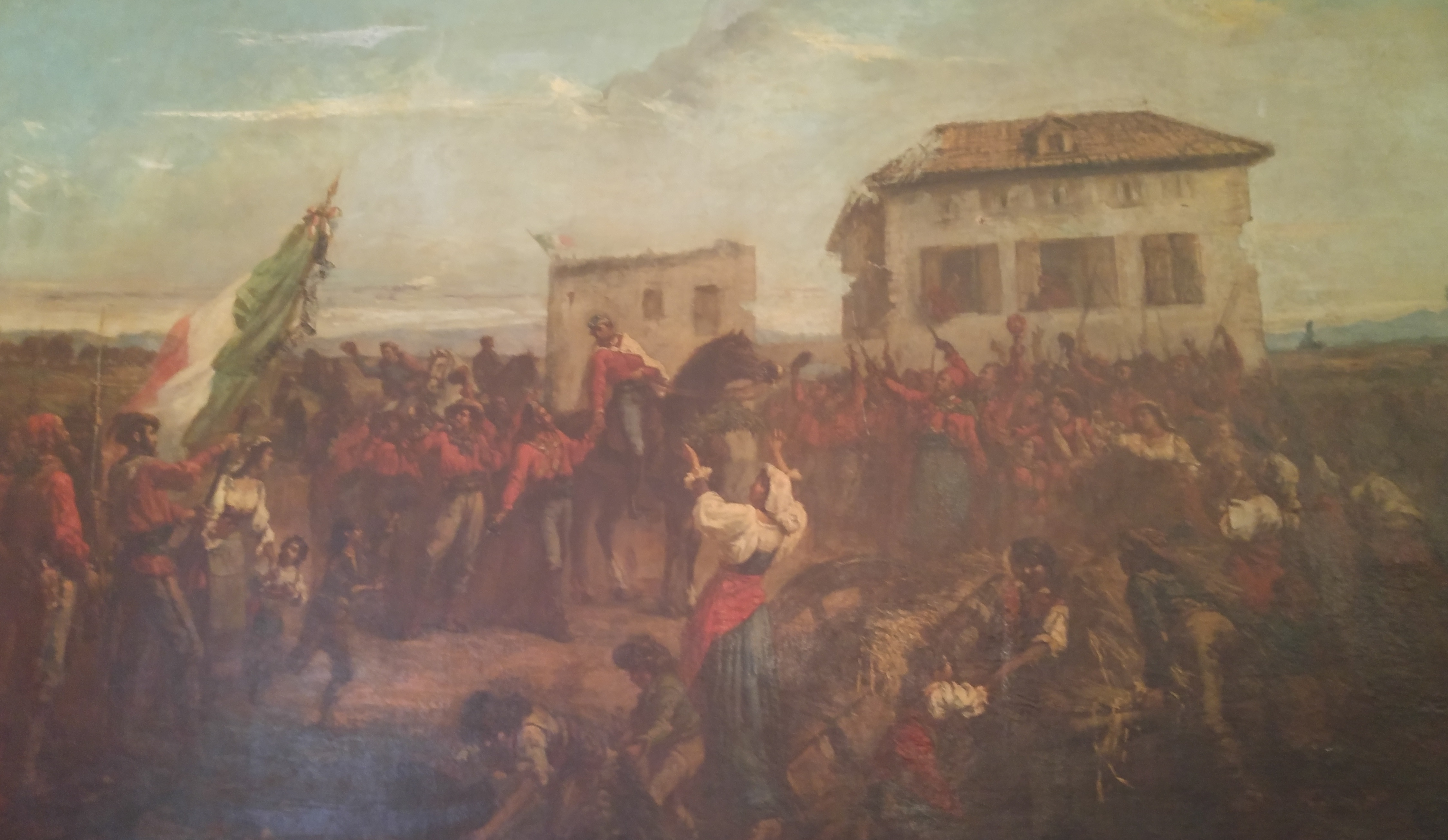
Difesa della cascina della Valle a Porta Capua da parte della Compagnia De Flotte, Eugenio Buyer
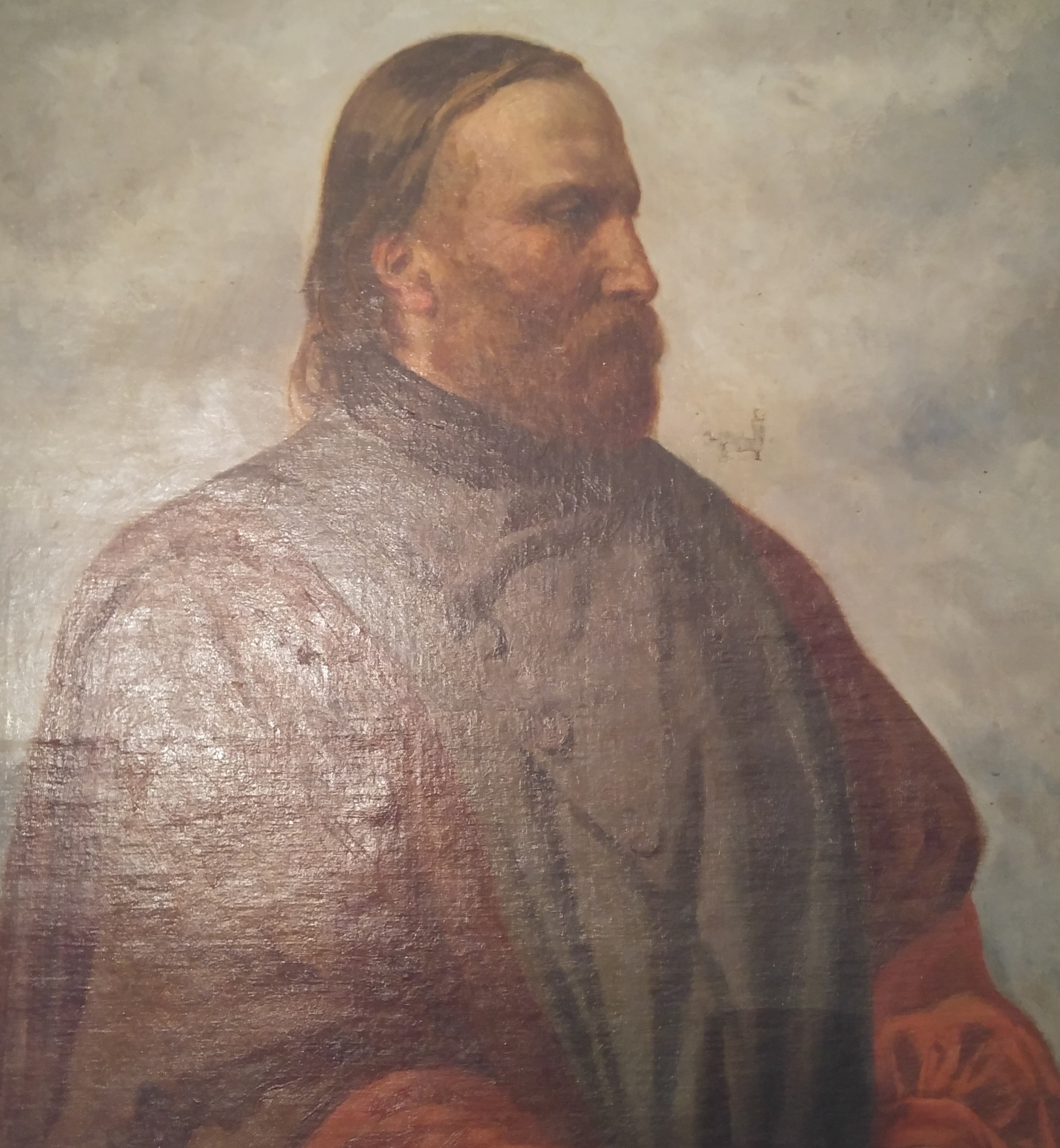
Ritratto di Garibaldi, Francesco Saverio Altamura
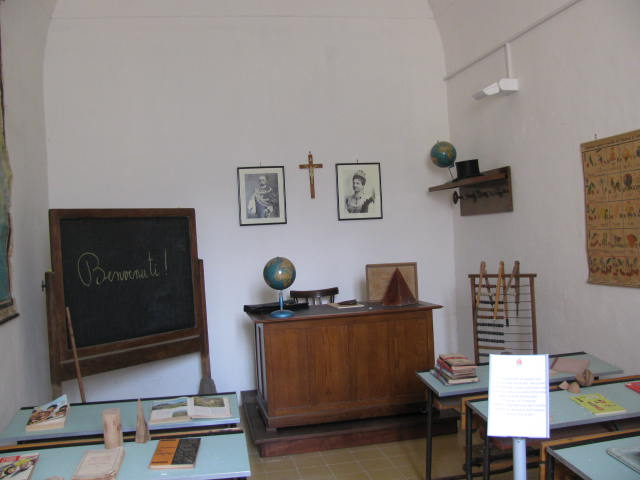
Aula scolastica d'epoca